# Запод (община)
За́под (также Запот; алб. Zapod; серб. Запод / Zapod) — община в северо-восточной Албании. Входит в состав округа Кукес. Является частью исторической области Гора. Запод — одна из двух общин в Албании (наряду с общиной Шиштевац), коренным населением которой являются представители исламизированной южнославянской этнической группы горанцев.
Население общины составляет 2 217 человек (по данным на 2011 год). Согласно переписи 2001 года в общине Запод жили 2 958 человек.
В состав общины входят 7 населённых пунктов:
- Беля
- Кошариште
- Лёйма
- Очикле
- Оргоста
- Пакиша

Из них Кошариште, Очикле, Оргоста и Пакиша являются горанскими сёлами; Беля и Лёйма — албанскими. По данным болгарского языковеда Стефана Младенова, посетившего регион Гора в 1916 году во время экспедиции в Македонию и Поморавье, в селе Очикле наряду с горанскими говорами начинал распространяться албанский язык — горанское село находилось, по мнению Стефана Младенова, в начальной стадии албанизации.